# Cometa interstellare
Una cometa interstellare è un tipo di oggetto astronomico che è stato ipotizzato per molti decenni prima della scoperta del primo di essi, 1I/'Oumuamua.
Si tratta di comete che si trovano nel mezzo interstellare non legate gravitazionalmente ad alcuna stella. Si ipotizza che vi sia una numerosa popolazione di queste comete.
Una cometa interstellare potrebbe essere identificata solo durante un suo passaggio nel sistema solare e potrebbe essere distinta da una cometa della nube di Oort grazie alla sua traiettoria fortemente iperbolica, evidenziando così di non essere legata gravitazionalmente al Sole. Sono già state osservate comete con traiettorie iperboliche lievi, ma le loro traiettorie sono compatibili con una provenienza dalla nube di Oort e non indicano un'origine interstellare.

## Numero
Gli attuali modelli di formazione della nube di Oort indicano che la maggior parte delle comete vengono espulse nello spazio interstellare e solo una minima parte viene trattenuta nella nube; quelle espulse sarebbero dalle 3 alle 100 volte superiori. Altre simulazioni suggeriscono che le comete espulse sarebbero dal 90 al 99%. Non c'è ragione di pensare che le comete formatesi in altri sistemi stellari seguano processi differenti.
Le comete interstellari possono occasionalmente passare attraverso il sistema solare interno. Dovrebbero avvicinarsi con velocità variabili provendo in maggior parte dalla costellazione di Ercole, visto che il sistema solare si muove in quella direzione.
Si ipotizza un limite superiore alla densità di comete nel mezzo interstellare. Un articolo di Torbett indica che la densità non è maggiore di 1013 per parsec cubico. Secondo altre analisi, dai dati del LINEAR, questo limite superiore sarebbe 4,5×10−4/AU3.

## Cattura

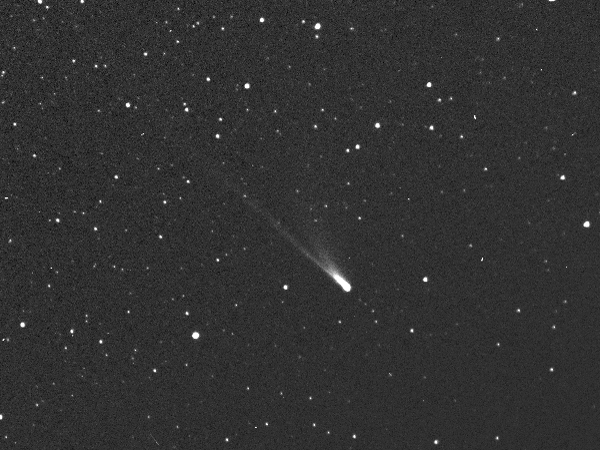
La cometa 96P/Machholz vista dalla missione STEREO (aprile 2007).

In rare occasioni una cometa interstellare potrebbe essere catturata in un'orbita eliocentrica. Simulazioni al computer hanno calcolato che Giove è l'unico pianeta del sistema solare abbastanza massivo da poter catturare la cometa e metterla in un'orbita intorno al Sole. Le stesse simulazioni suggeriscono che una cattura può avvenire una volta ogni 60 milioni di anni.
La cometa Machholz 1 potrebbe essere una cometa interstellare catturata, perché presenta una composizione chimica atipica per le comete del sistema solare.

## Denominazione
La IAU ha deciso la seguente tipologia di denominazione per oggetti interstellari: gli asteroidi e le comete indistintamente riceveranno un numero progressivo seguito da una I maiuscola seguita a sua volta da una barra obliqua (slash in inglese) seguita dall'anno di scoperta e dalla lettera e numeri usualmente attribuiti ai corpi del sistema solare e infine dal nome del/degli scopritore/i; in seguito, una volta determinata definitivamente l'orbita, all'oggetto verrà assegnata la denominazione definitiva composta dal numero progressivo seguito dalla I maiuscola, seguita a sua volta da una barra obliqua (slash in inglese) e dal nome del/degli scopritore/i.